# 亨利·溫特斯·路思義

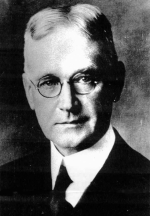
亨利·溫特斯·路思義像

亨利·溫特斯·路思義（Henry Winters Luce，1868年9月24日—1941年），漢名路思義，是一位在19世纪末、20世纪初服务于中國华北齐鲁大学与燕京大学两校的美国传教士。

## 生平

### 早年
路思义生长在美國麻萨诸塞州的斯克兰顿（Scranton），父母亲都是敬虔的基督徒，经营一家颇具规模的杂货店。1888年进入耶鲁大学就读，恰逢学生志愿海外宣道运动（The Student Volunteer Movement for Foreign Missions）的潮流席卷美国各大学校园，八千多名大学毕业生因此远赴海外宣道，而其中最重要的目的地就是中国。

### 傳教
当时毕得经（Horace Tracy Pitkin，1900年在中国保定被杀）、艾迪（Sherwood Eddy）和路思义就是加入这一行列中著名的「耶鲁三杰」。他们在1892年从耶鲁大学毕业后，一起进入纽约协和神学院以及普林斯敦大學学习。1896年，艾迪和毕特金分别动身前往印度与中国，路思义则是在1897年按立为牧师，该年9月才带著新婚三个月的妻子伊丽莎白受美北长老会的派遣乘船横越太平洋，经上海前往山东登州（蓬莱），在狄考文（Calvin Mateer）创办的文会馆中担任物理教师。在那里路思义发起了山东省历史上第一场篮球比赛。他在中国住了31年。

### 辦學
1900年的庚子之乱中，山东省的传教士得到北洋海军的统领萨镇冰的帮助，经烟台转赴朝鲜汉城避乱。但路思义的同事们没有失去信心，在废墟上重建教会。这时，年轻的路思义推动山东长老会作出重大决定：将文会馆迁至山东腹地的潍县（今潍坊市），并联合英国浸礼会（在青州办有广德书院，Gotch--Robinson Training Institute）的力量，提高学校的级别，增加高等课程，最终在省会济南创办一所象样的正规大学。这些建议后来逐步一一得以成为现实。
1904年，文会馆搬到潍县东郊乐道院的新校园，取名广文大学（Shantung Union College），青州广德书院改为神道学院（Union Theological College）。1906年，路思义受校长柏尔根(Paul D. Bergen)之派回美国募捐。 
1909年3月，路思义邀请文会馆校友丁立美牧师来校主领奋兴聚会，有116人决志献身传道，占全校学生的三分之一以上，开始了著名的中华学生立志布道团。
1917年，广文与青州神道学院、济南共合医道学堂合并，命名为齐鲁大学，在济南南关建校。路思义被推选为副校长；为此他又回到美国两年多，四处奔走募集建校经费。
1919年，路思义又担任燕京大学副校长，受校长司徒雷登（John Leighton Stuart）之託，赴美募得巨款，终于建成燕京大学（现在是北京大学的一部分）美丽的中国宫殿式校园。校园中未名湖心岛上建有一个八角形的思义亭，以纪念他对燕大的贡献。

### 晚年

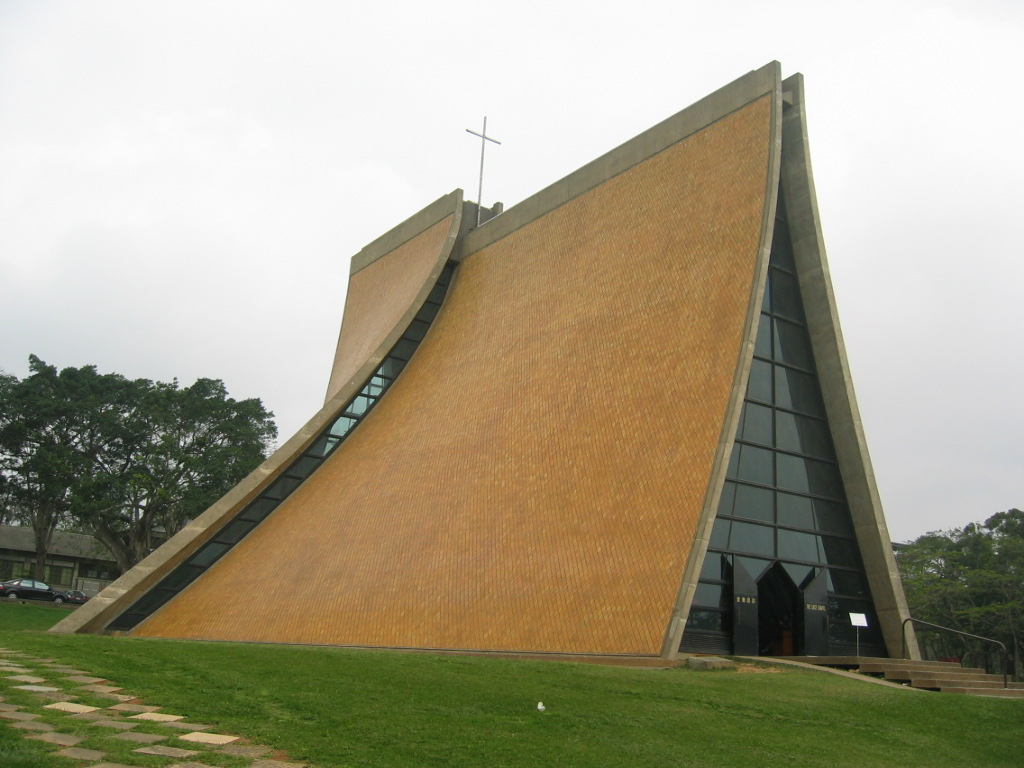
东海大学路思義教堂

1927年秋天，路思义从燕大退休，回到美国，研究中国的历史、宗教与文化，并继续负责为燕京大学、齐鲁大学募集教育经费。1928年，他担任康涅狄格州哈特福德肯尼迪传教学院的教授职位，直到1935年退休。
1941年12月7日，珍珠港事变后的几个小时，他在美国去世。
在台湾台中市东海大学校园中，建有纪念他的路思义教堂。

## 家庭
路思义的四个子女在中国出生：Henry, Emmavail, Elisabeth（婚后汉名：牟路思怡）, 和 Sheldon.长子亨利·路思义（Henry R. Luce），1898年4月生于山东蓬莱，后来创办了《时代周刊》（Time）、《财富》（Fortune）与《生活》（Life）三大杂志。